# Ōgimachi
Ōgimachi (jap. 正親町天皇 Ōgimachi Tennō; ur. 18 czerwca 1517, zm. 6 lutego 1593) – 106. cesarz Japonii. Rządził w latach 1557–1586. Przed objęciem tronu cesarskiego nosił imię Michihito (jap. 方仁).